# Ermiro Estevam de Lima
Ermiro Estevam de Lima (Recife, 26 de outubro de 1901 – 25 de fevereiro de 1997) foi um médico brasileiro.
Graduado em medicina pela Faculdade de Medicina da Bahia em 1925, defendendo a tese  “Amastóide – de Pneumatização e de Áreas Cirúrgicas”. Foi eleito membro da Academia Nacional de Medicina em 1963, sucedendo Antônio Emmanuel Guerreiro de Faria na Cadeira 80, que tem Júlio Oscar de Novaes Carvalho como patrono.